# Stanisław Fiedorowicz
Stanisław Fiedorowicz (ur. 15 lipca 1904 w Warszawie, zm. w kwietniu 1940 w Katyniu) – lekkoatleta, medalista mistrzostw Polski w sztafecie 4 × 100 m, porucznik rezerwy piechoty Wojska Polskiego, ofiara zbrodni katyńskiej.

## Życiorys
Urodził się jako syn Zygmunta i Wandy z domu Milewska. Ukończył Gimnazjum im. Adama Mickiewicza w 1923. Następnie został absolwentem Szkoły Podchorążych Rezerwy Piechoty w Zambrowie z 1930. Został awansowany do stopnia podporucznika ze starszeństwem z 1 stycznia 1932. Otrzymał przydział w rezerwie do 6 Pułku Piechoty Legionów w Wilnie. Na stopień porucznika został mianowany ze starszeństwem z 1 stycznia 1936 i 279. lokatą w korpusie oficerów rezerwy piechoty.
Uprawiał lekkoatletykę, w tym biegi sprinterskie, zaś jego specjalnością był bieg na 100 metrów. Podczas mistrzostw Polski 1926 w Warszawie zdobył złoty medal w sztafecie 4 × 100 metrów, reprezentując AZS Warszawa, wraz z nim biegli Zbigniew Jaworski, Stefan Kostrzewski i Władysław Dobrowolski, czwórka osiągnęła rezultat 45,6 sek.
Pracował na stanowisku dyrektora ZUS w Warszawie.
Po wybuchu II wojny światowej 1939, kampanii wrześniowej i agresji ZSRR na Polskę z 17 września 1939, został aresztowany przez Sowietów. Był przetrzymywany w obozie w Kozielsku. Wiosną 1940 został przetransportowany do Katynia i rozstrzelany przez funkcjonariuszy Obwodowego Zarządu NKWD w Smoleńsku oraz pracowników NKWD przybyłych z Moskwy na mocy decyzji Biura Politycznego KC WKP(b) z 5 marca 1940. Został pochowany na terenie obecnego Polskiego Cmentarza Wojennego w Katyniu, gdzie w 1943 jego ciało zidentyfikowano podczas ekshumacji prowadzonych przez Niemców pod numerem 525 (dosł. określony jako Stanislaw Fedorowicz). Przy zwłokach Stanisława Fiedorowicza zostały odnalezione: dowód osobisty, karta szczepień, pocztówka nadana przez Irenę Szymańską z Warszawy, łańcuszek z plakietą.

## Upamiętnienie
5 października 2007 roku Minister Obrony Narodowej Aleksander Szczygło awansował go pośmiertnie do stopnia kapitana. Awans został ogłoszony 9 listopada 2007 roku w Warszawie w trakcie uroczystości „Katyń Pamiętamy – Uczcijmy Pamięć Bohaterów”.
W ramach akcji „Katyń... pamiętamy” / „Katyń... Ocalić od zapomnienia” 25 maja 2011 został uhonorowany poprzez zasadzenie Dębu Pamięci przy Zespole Szkół Sportowych Nr 58 im. Eugeniusza Lokajskiego w Warszawie.